# Fort McRee

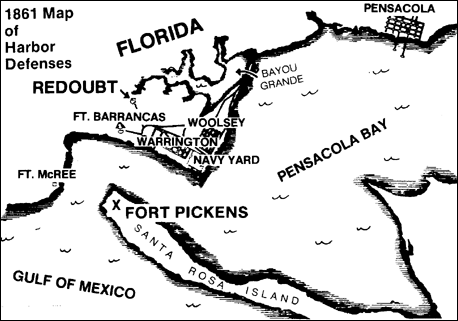
Zeichnung von 1861 mit den Befestigungen der Pensacola Bay.

Fort McRee war eine nach dem Colonel der United States Army Engineers William McRee 1840 benannte Befestigungsanlage der U.S. Army zur Verteidigung des Hafens und der Bucht von Pensacola (Florida). Seine Ruinen liegen auf den östlichen Ausläufern des Perdido Key gegenüber der Landspitze der Halbinsel Santa Rosa Island im unmittelbaren Einzugsbereich der Naval Air Station (NAS) Pensacola.

## Geschichte
Erbaut wurde das Fort zwischen 1834 und 1839 in der damals üblichen Weise aus Backsteinen (masonry). Es handelte sich um ein dreigeschossiges Artilleriefort mit einer detachierten Batterie (Water battery) als Vorwerk. Die gesamte Anlage befand sich auf einem Küstenstreifen, der Foster’s Bank genannt wurde. Nach der Fertigstellung wurde die Bewaffnung auf 122 Kanonen festgesetzt, deren Aufstellung aber erst in den Jahren zwischen 1843 und 1845 in Angriff genommen werden konnte. Da jedoch der hölzerne Boden des zweiten Batteriedecks zu diesem Zeitpunkt bereits zu modern begonnen hatte und die Tragfähigkeit zu einem Problem geworden war, ist ungewiss ob die Bestückung komplett durchgeführt wurde.
Eine erste Truppenbelegung erfolgte am 2. Mai 1842 durch die I Company der 3rd US Artillery (Regiment). Im Juli des gleichen Jahres kam als Infanteriebesatzung die F Company des 7th Infantry Regiment hinzu. Die Besatzungsstärke schwankte ständig, wurde jedoch im Oktober 1845 erheblich reduziert, als man den Großteil der Artilleristen nach Louisiana verlegte.
Nach dem Mexikanisch-Amerikanischen Krieg wurden im Hinterland in der Nähe des Fort Barrancas Kasernen errichtet, so dass das Fort von da an als Truppenunterkunft nicht mehr benötigt wurde. Auch eine ständige Besatzung gab es von da an nicht mehr. Das Fort (wie alle Küstenforts) wurde nur noch zu Ausbildungszwecken bemannt. Der Hintergrund für diese Regelung lag in dem gravierenden Personalmangel, zählten doch die kompletten US-Streitkräfte am 1. Dezember 1853 lediglich 10.417 Mann. Bis zum Ausbruch des Bürgerkrieges wurde diese Praktik unverändert beibehalten.

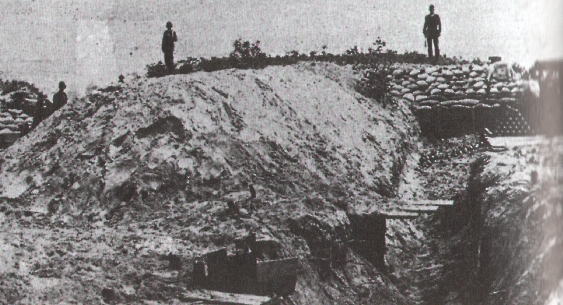
Water battery des Fort McRee

### Bürgerkrieg
Bei Beginn des Bürgerkrieges bestand die Besatzung aller drei Forts der Pensacola Hafenbefestigung aus einer schwachen Kompanie der US Infantry unter dem Kommando von Lieutenant Adam J. Slemmer, der gleichzeitig der ranghöchste Offizier der Unionstruppen vor Ort war. (Der eigentliche Kommandeur, Captain John H. Winder hatte sich da bereits abgesetzt und war zu den Konföderierten übergegangen.) Da das auf der Spitze der Santa Rosa Halbinsel gelegene Fort Pickens am leichtesten zu verteidigen war, fasste Slemmer den Entschluss, sich mit seiner Truppe dorthin zurückzuziehen. Nachdem alles Kriegsgerät, das nicht mitgenommen werden konnte, unbrauchbar gemacht worden war, wurden die Forts Barrancas und McRee aufgegeben, die Besatzungen entkamen in der Nacht vom 9. auf den 10. Januar 1861 mit Booten auf die Halbinsel. Bereits am 12. Januar besetzten Truppen der Florida- und Alabama-Miliz das Fort.
In den nächsten sieben Monaten beschossen sich die Forts gegenseitig, ohne jedoch irgendwelchen erwähnenswerten Schaden anzurichten. Am 9. Oktober 1861 ließ der Befehlshaber der Confederate States Army, General Braxton Bragg, einen Angriff auf Fort Pickens durchführen, der jedoch scheiterte. Daraufhin befahl der Kommandant der Unionstruppen, Colonel Harvey Brown, seinerseits eine Angriffsoperation, die sich gegen das Fort McRee als Hauptziel richten sollte. Am Morgen des 22. November 1861 begann die Beschießung durch die Artillerie des Fort Pickens, sowie durch die beiden Kriegsschiffe USS Niagara (Dampffregatte) und USS Richmond (Dampfsloop). Die konföderierten Geschütze erwiderten das Feuer und brachten der USS Richmond schwere Beschädigungen bei. Durch einen zunächst unbemerkt gebliebenen Brand in einer der Batterien sah sich Fort McRee gegen 17:00 Uhr gezwungen, das Feuer einzustellen. Durch die einsetzende Ebbe und hereinbrechende Dunkelheit mussten sich kurz danach auch die beiden Kriegsschiffe zurückziehen.
Nach dem Ende der Kämpfe des Tages forderte General Bragg vom Kommandanten des Forts, Colonel John B. Villepique, einen Zustandsbericht. Dieser meldete, dass er sich in einer dramatisch schlechten Lage befände, da die Wälle stark beschädigt, die Hälfte der Kanonen unbrauchbar und die Pulvervorräte ungeschützt gelagert seien. Er sehe sich außerstande, das Artillerieduell wieder aufzunehmen und bitte um die Genehmigung, das Fort aufzugeben und zu sprengen. Da Bragg sich der moralischen Wirkung einer solchen Aktion auf die eigenen als auch auf die feindlichen Truppen bewusst war, lehnte er das Ansinnen ab.
Am 23. November 1861 begann um 10:00 Uhr ein erneuter Artillerieangriff von Fort Pickens und der USS Niagara. Fort McRee schoss nicht mehr zurück. Da die Unionstruppen das Fort infanteristisch nicht erobern konnten, stellte deren Befehlshaber am Abend dieses Tages die Angriffe ein. Fort McRee war niedergekämpft und stellte artilleristisch keinen Kampfwert mehr dar. Große Teile des Walls waren eingestürzt und ganze Teile der hölzernen Batteriedecks durch Brand zerstört worden. Während des Bürgerkrieges war das Fort in keine Kampfhandlungen mehr verwickelt. Nach dem Rückzug aus Pensacola im Mai 1862 setzen die Konföderierten die Überreste des Forts in Brand. Über etwaige Reparaturen durch Unionstruppen ist nichts bekannt.

### Nachkriegszeit
Für die nächsten 30 Jahre blieb Fort McRee unbeachtet. In den Jahren 1871–1872 wurden lediglich zwei Wellenbrecher aufgeschüttet, um der Erosion des Strandes entgegenzuwirken. Die Kosten beliefen sich auf 191,29 US-Dollar.
Im Jahre 1875 erhielt der Kommandant von Fort Barrancas die Order zur Entnahme von 50.000 Ziegelsteinen aus der Bausubstanz von Fort McRee. Mit diesem Material sollten Gehwege angelegt und Reparaturen an Fort Barrancas ausgeführt werden.
Eine Gruppe von Geschäftsleuten bot sich 1885 an, das Fort zum Preis von 500 US-Dollar zu kaufen. Dieses Kaufangebot wurde jedoch vom Army Corps of Engineers zurückgewiesen, da die noch vorhandenen Ziegelsteine einen höheren Wert darstellten, wenn sie für Reparaturzwecke an den umliegenden Militärgebäuden verwendet würden.
Im Rahmen der erneuten Küstenbefestigung wurde im Jahre 1898 westlich des Forts in unmittelbarer Nähe eine Batteriestellung für zwei 8-inch (20,3 cm) Kanonen errichtet. Diese Batterie wurde nach dem Verteidiger des Fort Pickens Battery Slemmer benannt. Im Jahr darauf wurde eine weitere Batterie gebaut (Battery Center) und mit zwei Schnellfeuergeschützen (unbekannten Kalibers) ausgestattet.
Am 26. und 27. September 1906 zerstörte ein Hurrikan die Batterieanlagen weitgehend, die daraufhin deaktiviert wurden und nur noch mit einer Wache besetzt waren. Nach dem Eintritt der USA in den Ersten Weltkrieg 1917 wurden die beiden Kanonen der Battery Slemmer ausgebaut und in Frankreich als Eisenbahngeschütze verwendet. In den 1920er Jahren wurden die beiden verbliebenen Kanonen der Battery Center als nicht mehr notwendig erachtet und entfernt. Damit fiel Fort McRee erneut in einen Dornröschenschlaf.

### Letzte militärische Verwendung
Bei Ausbruch des Zweiten Weltkrieges zog man Fort McRee erneut in die militärischen Planungen ein. Es wurde beabsichtigt, auf dem Gelände eine Batterie mit zwei 6 inch (15,2 cm) Geschützen einzurichten. Bevor die Battery 233 genannte Anlage realisiert werden konnte, war der Krieg jedoch beendet und das Projekt wurde aufgegeben.
Danach sah man keine Notwendigkeit mehr für Küstenbefestigungen und übergab 1947 Fort McRee, zusammen mit dem deaktivierten Fort Barrancas an die NAS Pensacola. Bis 1971 wurden die Anlagen noch von der United States Navy verwaltet und danach an die National Park Service übergeben, wo sie nunmehr Teil des Gulf Island National Seashore sind. Damit endete auch die 140-jährige militärische Geschichte des Fort McRee.

### Fort McRee heute
Jahrzehntelang sich selbst überlassen, Stürmen und der Erosion ausgesetzt, ist Fort McRee gänzlich verfallen. Es sind nur noch Reste des Fundaments vorhanden. Man kann es nur zu Fuß oder mit dem Boot erreichen.

## Schwesterforts
- Fort Pickens – auf Santa Rosa Island.
- Fort Barrancas – auf dem Festland.